# الحمادية (سوهاج)
قرية الحمادية هي إحدى القرى التابعة لمركز سوهاج بمحافظة سوهاج في جمهورية مصر العربية. حسب إحصاءات سنة 2006، بلغ إجمالي السكان في الحمادية 9017 نسمة، منهم 4558 رجل و4459 امرأة.